# Capacidad operativa inicial
La capacidad operativa inicial o IOC (siglas del inglés initial operational capability) es un estado alcanzado en procesos de adquisiciones gubernamentales o militares cuando una capacidad o equipamiento está disponible en su forma mínima útilmente desplegable. En Estados Unidos, suele requerirse además una cierta capacidad mínima de entrenamiento y de mantenimiento para alcanzar el estado IOC.
La fecha en la que se alcanza el estado IOC a menudo define la fecha de puesta en servicio (ISD) de un sistema asociado. La declaración de una capacidad operativa inicial puede implicar que dicha capacidad se desarrollará en el futuro, por ejemplo mediante modificaciones o ajustes para mejorar el rendimiento del sistema, el despliegue de un mayor número de sistemas (quizás de diferentes tipos), o pruebas y capacitación que permitan una mayor aplicación de la capacidad. Una vez que la capacidad está completamente desarrollada, se puede declarar el estado de capacidad operativa plena (FOC).